# Trân Châu Cảng
21°19′21″B 157°58′06″Đ / 21,322368°B 157,968321°Đ

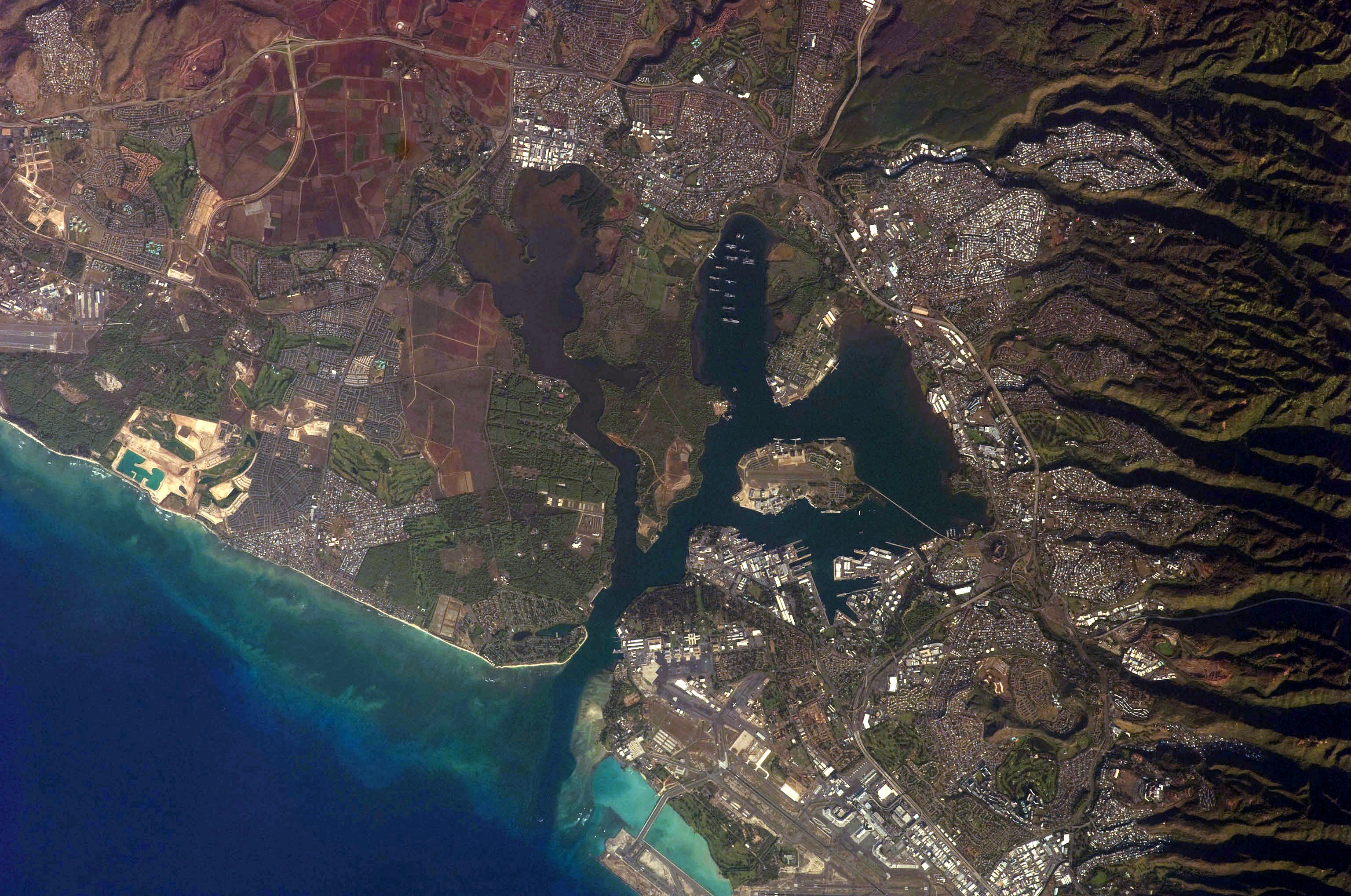
Ảnh chụp vệ tinh của Trân Châu cảng năm 2009.

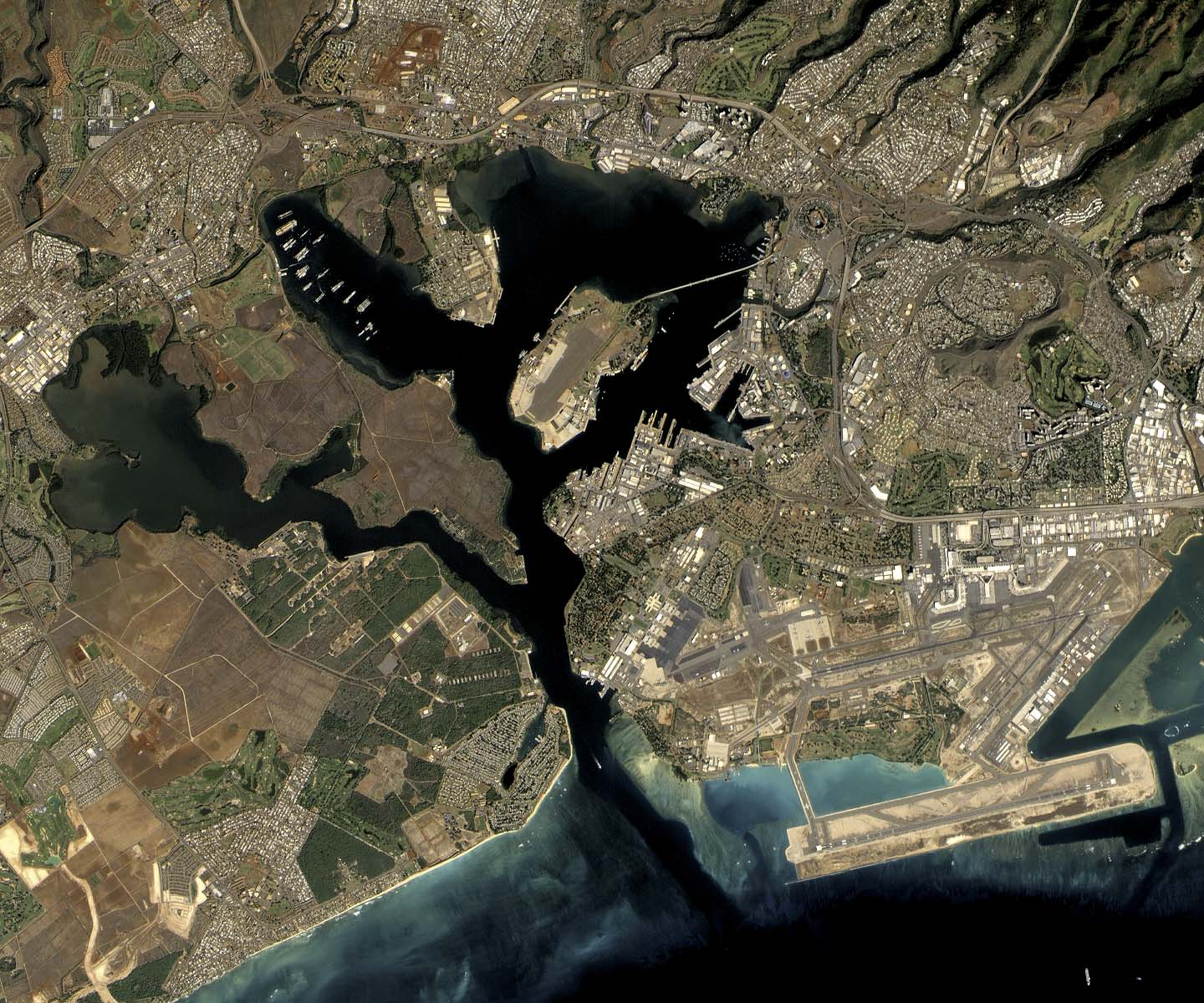
Trân Châu Cảng nhìn từ vệ tinh. Căn cứ không quân Hickam và sân bay quốc tế Honolulu tại góc dưới bên phải

Trân Châu cảng (tên tiếng Anh: Pearl Harbor) là hải cảng trên đảo O'ahu, thuộc Quần đảo Hawaii, phía tây thành phố Honolulu. Phần lớn cảng và khu vực xung quanh đều thuộc cảng quân sự nước sâu của Hải quân Hoa Kỳ, đây là trung tâm chỉ huy của Hạm đội Thái Bình Dương. Tại đây diễn ra cuộc chiến nổi tiếng giữa Đế quốc Nhật Bản và Hoa Kỳ - trận Trân Châu Cảng - ngày 7 tháng 12 năm 1941, trận chiến này đã khởi đầu cho việc Mỹ tham gia Chiến tranh thế giới thứ hai.

## Lịch sử
Trân Châu Cảng vốn là phần mở rộng của một vịnh nước cạn được gọi là Wai Momi (nghĩa là "nước của trân châu") hay Pu'uloa theo cách gọi của người dân bản địa tại Hawai. Pu'uloa từng được coi là nơi ở của nữ thần Cá mập Ka'ahupahau và anh em trai của bà, Kahi'uka. Nơi đây cung cấp rất dồi dào ngọc trai mãi cho đến cuối năm 1800.

### Những năm 1800
Trong những năm kể từ sau sự hiện diện của thuyền trưởng James Cook, Trân Châu Cảng được nhận định là không thích hợp cho việc làm cảng bởi mực nước cạn ở đây. Sự quan tâm của chính phủ Mỹ tại Đảo Sandwich lúc bấy giờ là các chuyến hải trình để săn cá voi và các chuyến tàu buôn trên Thái Bình Dương của họ. Ngay từ năm 1820, một "Đặc vụ của Mỹ về Thương mại và Thủy thủ" đã quyết định xúc tiến một thương cảng của Mỹ tại Cảng Honolulu. Với những ràng buộc thương mại vững chắc với lục địa Mỹ châu, với những nỗ lực của Hội những người truyền giáo Hoa Kỳ thì các nhân tố tôn giáo khác cũng đã được cân nhắc. Điều này càng đúng khi các người truyền giáo và gia đình họ đã trở thành một phần không thể thiếu của người dân Hawai.
Ngoại trừ những biến cố không may mắn, nói chung uy tín của người Mỹ đã được tăng lên trên đảo Hawai. Một trong số những sai trái này là của Trung úy John Percival vào năm 1826, điển hình là thủ đoạn lạm quyền của ông trong thời điểm này. Khi con tàu của ông, chiếc USS Dolphin, đến Honolulu, thì một sắc lệnh cũng vừa được ban hành bởi những người truyền giáo có nội dung hạn chế việc bán rượu và buôn phụ nữ ra nước ngoài tại cảng Honolulu. Trung úy Percival và thủy thủ đoàn của ông ta cho rằng sắc lệnh mới này là không công bằng và chỉ với một sự đe dọa bạo hành, họ đã phế bỏ nó. Hành động này đã không được chấp nhận bởi Hoa Kỳ sau đó và một đại sứ đã được gửi đến vua Kauikeaouli. Khi Đại úy Thomas ap Catesby Jones đến theo sự điều động của USS Peacock, ông ta là sĩ quan Hải quân đầu tiên đến thăm Hawai với các hướng dẫn nhằm thảo luận về các vấn đề quốc tế với vua và các tù trưởng ở Hawai và theo đó là ký kết một hiệp định thương mại.
Bất chấp sự hiện diện của Percival, ảnh hưởng của Hoa Kỳ trên hòn đảo vẫn phát triển một cách vững chắc. Suốt những năm 1820 và 1830, nhiều tàu chiến của Mỹ đã ghé thăm Honolulu. Trong hầu hết các chuyến thăm thì người sĩ quan chỉ huy đều mang theo một lá thư từ chính phủ Mỹ; tất cả đều thân thiện với nhà cầm quyền ở Hawai và đưa ra lời khuyên về đường lối lãnh đạo của chính quyền và về việc quan hệ giữa quốc đảo này và các sức mạnh bên ngoài. Vào năm 1841, tờ tuần báo Polynesian, được in ở Honolulu, đã loan báo rằng Hoa Kỳ sẽ thiết lập một căn cứ hải quân ở Hawai. Cái cớ cho việc này là bảo vệ quyền lợi của các công dân Mỹ trong việc săn cá voi. Vị bộ trưởng thân Anh người Hawai R.C. Wyllie, đã bình luận vào năm 1840 rằng "... ý kiến của tôi là trào lưu này rồi sẽ dẫn tới sự sáp nhập của chúng ta vào Mỹ." Xu hướng này đã không thể bị cản trở bởi các nỗ lực của chính phủ Anh và Pháp nhằm đạt những thỏa thuận thương mại thuận lợi trên các đảo. Vào ngày 13 tháng 2 năm 1843, ngài George Paulet, của HMS Carysfort, đã cố gắng để sáp nhập các đảo nhằm viện ra các lời sĩ nhục và các hành động xấu khác nhằm vào người Anh. Mặc dù một chiếc tàu chiến Mỹ, chiếc USS Boston đang neo tại cảng vào thời điểm này, người chỉ huy của nó đã không có hành động phản đối lại những đe dọa bạo lực này. Những phản ứng chính thức chỉ được đưa ra một vài ngày sau đó, tuy nhiên, là bởi Thiếu tướng hải quân Kearney của chiếc USS Constellation. May mắn là trước khi vấn đề trở thành một vấn đề hệ lụy toàn cầu, hành động của ông Paulet đã bị phủ nhận bởi Sir Aberdeen ở Luân Đôn. Sự việc này đã dẫn tới việc hình thành của một tuyên bố "tự phủ nhận" từ phía Anh và Pháp.